# Madagaskar na letnich igrzyskach olimpijskich
Reprezentanci Madagaskaru po raz pierwszy pojawili się na letnich igrzyskach olimpijskich w 1964 roku. Zawodnicy z Madagaskaru nie pojawili się na dwóch igrzyskach: w 1976 i w 1988 roku. Do tej pory nie zdobyli jeszcze żadnego medalu.

## Medaliści letnich igrzysk olimpijskich z Madagaskaru

### Złote medale
Brak

### Srebrne medale
Brak

### Brązowe medale
Brak